# كورين ماوخ
كورين باربرا ماوخ (بالألمانية: Corine Barbara Mauch) (من مواليد 28 مايو 1960 في آيوا سيتي) هي سياسية سويسرية من الحزب الاشتراكي الديمقراطي السويسري تشغل منصب رئيسة بلدية مدينة زيورخ. وهي أول امرأة وأول امرأة مثلية علنا تنتخب رئيسة لبلدية المدينة.

## الحياة السياسية
تم انتخاب ماوخ كرئيسة بلدية في مارس 2009، بعد عشر سنوات من شغلها منصب عضو في مجلس المدينة. احتلت في الجولة الأولى من الاقتراع المركز الثاني بفارق 1,300 صوت خلف كاثرين مارتيلي مرشحة الحزب الديمقراطي الحر. وحصلت في الجولة الثانية على 41,745 صوتًا لتفوز على مارتيلي بنسبة 58% مقابل 42%. حصلت في انتخابات مارس 2018 على 63,139 صوتًا وأعيد انتخابها رئيسة لبلدية زيورخ إلى حين انتهاء ولايتها في 2022.

## الحياة الشخصية
ماوخ هي ابنة أورسولا ماوخ التي قادت الحزب الاشتراكي الديمقراطي السويسري في المجلس الوطني السويسري. نشأت في كانتون أرغاو قبل التحاقها بالمعهد الفدرالي السويسري للتكنولوجيا في زيورخ، حيث درست الاقتصاد الزراعي، كما التحقت ب«المدرسة العليا السويسرية للإدارة العامة». بدأت إجراءات التخلي عن جنسيتها الأمريكية في عام 2012؛ وأكد مكتبها تقارير إعلامية عن نجاح التنازل في أبريل 2013.
ماوخ امرأة مثلية الجنس، وهي تعيش مع شريكتها يوليانا ماريا ميلر. ودخلت الامرأتان في شراكة مسجلة في أفريل 2014.